# Ніколас Мадуро
Нікола́с Маду́ро Мо́рос (ісп. Nicolás Maduro Moros; нар. 23 листопада 1962 року , Каракас) — венесуельський державний діяч, політик, Президент Венесуели з 5 березня 2013 року. З 9 серпня 2006 року — до 2013 року був міністром закордонних справ Венесуели. У жовтні 2012 року став віце-президентом, зберігши посаду міністра закордонних справ. З 5 березня 2013 року, після смерті Уго Чавеса, виконував обов'язки президента. Мадуро називає дії Гуайдо держпереворотом, організованим США.
У січні 2019 року парламент Венесуели відсторонив Мадуро від посади, призначивши в.о. президента Хуана Ґуайдо. З 11 січня 2019 року визнаний Національною асамблеєю Венесуели та більшістю держав (включно з Україною) нелегітимним.
7 грудня 2023 року Ніколас Мадуро заявив про приєднання до Венесуели регіону Гаяна-Ессекібо, що становить майже 60 % території сусідньої Гаяни.

## Життєпис
Бабуся і дідусь з батьківського боку були євреями, сефардами, які перейшли в католицизм у Венесуелі. Ніколас працював водієм автобуса та був неофіційним членом профспілки робітників Каракаського метро в 1970-х і 1980-х.
У вісімдесятих закінчив ліцей Авалі та середню школу на захід від Каракаса. Вважається одним із засновників Руху за V республіку (ісп. Movimiento V Quinta República, MVR) і як активіст зіграв важливу роль у звільненні Уго Чавеса та президентської кампанії останнього 1998 року.

### Президент Венесуели
На виборах 14 квітня 2013 року обраний президентом країни, перемігши Енріке Капрілеса Радонськи.
2014 року в країні розпочалися протести через тяжку економічну ситуацію в країні, що зі свого боку стало результатом недолугої економічної політики що попереднього президента Уго Чавеса, що Мадуро. Зокрема, спад в економіці мав і об'єктивну причину — різкий спад цін на нафту, яка давала найбільше надходжень до бюджету. Венесуельська економічна криза стала причиною наймасштабнішої міграції останніх десятиліть у Латинській Америці — з 2014 року по 2019 рік із країни втекло 3 млн жителів.
2017 року у Венесуелі пройшли десятки масових антиурядових протестів, під час яких загинуло понад 100 осіб.
20 травня 2018 року в країні відбулися президентські вибори. За даними ЦВК, за Мадуро проголосували 68 % виборців (5,8 млн голосів), за його суперника, лідера партії «Прогресивний авангард» Анрі Фалькона, — утричі менше. Опозиція звинуватила владу в численних порушеннях під час голосування, а в США назвали вибори нелегітимними.
10 січня 2019 року відбулась повторна інавгурація Мадуро, переобраного на другий термін.
4 серпня 2018 року на Мадуро скоїли замах під час його виступу перед гвардійцями на параді в Каракасі. Промову Мадуро під час параду на честь святкування 81-ї річниці створення Національної боліваріанської гвардії транслював державний телеканал. Після фрази «настав час відновлення економіки» він затнувся і подивився вгору, військові почали розбігатися, а трансляція перервалася. Згодом Міністр зв'язку й інформації Венесуели Хорхе Родрігес заявив, що замах здійснили за допомогою безпілотників з вибухівкою. Президент не постраждав, але під час параду вибухнуло кілька дронів]. Внаслідок вибуху постраждали кілька військових. Мадуро звинуватив у нападі колумбійського президента Хуана Мануеля Сантоса й додав, що підозрюваних в організації замаху поліція вже заарештувала. Однак у Міністерстві закордонних справ Колумбії заяви лідера Венесуели про причетність колумбійського президента до замаху назвали «абсурдним і безпідставним».
З 11 січня 2019 року Венесуела переживає нову політичну кризу після переобрання Мадуро на другий термін. Прихильники Мадуро і нечисленні країни (включно з Росією та Білоруссю) вважають Мадуро главою держави.
У підсумку спікер парламенту Венесуели Хуан Гуайдо оголосив себе тимчасовим Президентом Венесуели.
24 січня 2019 року Мадуро закликав розірвати дипломатичні відносини з США. 25 січня видання «Reuters» повідомило, що на тлі протестів у Венесуелі до країни прибули російські найманці з «ПВК Вагнера» для охорони Мадуро. Наближено до «ПВК Вагнера» особа розповідала, що вперше російські найманці приїхали до Венесуели перед президентськими виборами у травні 2018-го року. Кількість російських підрядників у Венесуелі оцінювалась у 400 осіб.
26 січня 2019-го Франція, Німеччина, Британія, Нідерланди та Іспанія поставили Мадуро ультиматум з вимогою впродовж восьми днів оголосити дострокові президентські вибори. Якщо цього не станеться, вони визнають виконувачем обов'язків президента Гуайдо. Очільник МЗС Венесуели Хорхе Арреаса заявив, що «владі країни ніхто не вказуватиме, коли проводити вибори». Мадуро закликав ЄС відмовитись від ультиматуму.
27 січня Каракас відкликав дипломатичну місію з Вашингтона, 14 березня американські дипломати теж покинули Венесуелу. 23 лютого Мадуро заявив про розрив дипломатичних відносин з Колумбією. Це відбулося на тлі відправки гуманітарного вантажу до Венесуели, яку організувала опозиція на чолі з Гуайдо, з території Колумбії.
На фоні протестів Мадуро оголосив про підвищення мінімальної зарплати в країні на 60 % із 1 травня — до 65,021 болівара. Раніше мінімальна зарплатня становила 40,638 боліварів. Задекларовано збільшення допомоги на придбання продуктів харчування до 135 тис. боліварів замість попередніх 108 тис.
26 березня 2020 року США звинуватили Мадуро та 14 його соратників у контрабанді наркотиків та пообіцяли багатомільйонну винагороду за спробу їх затримати.
30 квітня Держсекретар США Помпео повідомив, що Мадуро хотів втекти на Кубу, але росіяни переконали його залишитися. Помпео підтвердив повну підтримку Вашингтоном лідера опозиції Хуана Гуайдо. 17 червня того ж року радник президента США з національної безпеки Джон Болтон заявив, що Венесуела уклала з Росією оборонний контракт на 209 млн доларів. За його словами, на такий крок офіційний Каракас пішов, щоб «купити подальшу підтримку» Москви в той час, як «сотні тисяч венесуельців голодували».
27 березня 2021 року Facebook заблокував акаунт Мадуро через фейки щодо COVID-пандемії.
4 березня 2022 року Ніколас Мадуро підтримав вторгнення Росії в Україну.

### Сім'я
Дружина — Силія Флорес, старша за нього майже на 10 років. Силія є відомим лівим політиком (спочатку в русі «П'ята республіка», потім в Єдиній соціалістичній партії Венесуели). Вона змінила чоловіка на посту спікера законодавчого органу.